# Oliver Campos-Hull
Oliver Campos-Hull (ur. 18 sierpnia 1987 roku w Barcelonie) – hiszpański kierowca wyścigowy.

## Kariera
Campos-Hull rozpoczął karierę w wyścigach samochodowych w 2004 roku od startów Formule Baviera. Z dorobkiem 214 punktów uplasował się tam na szóstej pozycji w klasyfikacji generalnej. W późniejszych latach Hiszpan pojawiał się także w stawce edycji zimowej Włoskiej Formuły Renault, Włoskiej Formuły Renault, Europejskiego Pucharu Formuły Renault 2.0, Międzynarodowej Formuły Master, Spanish GT Championship, 500 km of Alcaniz, V de V Challenge GT/Tourisme, V de V Endurance GT Tourisme oraz Formuły Acceleration 1.